# Harry Benjamin
Harry Benjamin (12 de enero de 1885-24 de agosto de 1986) fue un endocrinólogo de origen alemán radicado en Estados Unidos. Es principalmente conocido por ser pionero trabajando con la transexualidad y la disforia de género.

## Biografía
Harry Benjamin nació en Berlín. Obtuvo su título de doctorado en medicina en 1912 en Tübingen con una disertación sobre tuberculosis. A pesar de su formación en infectologia, se interesó por la medicina sexual. Publicó varios artículos sobre medicina sexual en periódicos especializados y el libro The Transsexual Phenomenon en 1966.
Dejó Alemania en 1913, poco antes de la Primera Guerra Mundial para ser voluntario en un proyecto de estudio sobre la tuberculosis. En 1915 inicia sus prácticas médicas particulares en el estado de Nueva York y más tarde en San Francisco.

## Estudios de transexualidad
En 1948, en San Francisco, Benjamin fue consultado por Alfred Kinsey, un reconocido profesor en sexología, para avalar el caso de un joven que "deseaba transformarse en mujer". A pesar de que el paciente había nacido con sexo masculino, su madre buscaba ayuda médica con el fin de ayudarle. Kinsey encontró al joven mientras buscaba voluntarios para sus entrevistas que originarán el libro "Sexual Behavior in the Human Male" que fue publicado en aquel año. El caso era diferente de todos los casos conocidos anteriormente tanto por Kinsey como también por Benjamin, e hizo a Benjamin rápidamente entender que había una diferencia clara entre lo que le pasaba al joven y el travestismo, única condición asociada en la época para adultos que manifestaban dichos deseos. 
Considerando que los psiquiatras con quienes Benjamin mantenía contacto, tenían diferencias en la forma de tratamiento, él decidió tratar al joven con estrógenos (Premarin, hormona femenina introducida en 1941), lo que disminuyó sus angustias y las de su madre. El contacto con el paciente fue discontinuado antes de que Benjamin pudiese acompañar el progreso del tratamiento. Benjamin continuó refinando su comprensión, introduciendo el término 'transexual' en 1954 (acuñado en 1923 por Magnus Hirschfeld), decidido a tratar pacientes, con la asistencia de colegas cuidadosamente seleccionados de varias disciplinas, como el psiquiatra John Alden, la electrologista Martha Foss en San Francisco y el cirujano plástico José Jesús Barbosa en Tijuana. Varios pacientes con necesidades semejantes fueron atendidos de forma gratuita. Sus pacientes lo consideraban como un hombre de enorme cariño, respeto y bondad. Muchos de ellos mantuvieron contacto por carta con él hasta su muerte.

## Instituto Harry Benjamin
El Harry Benjamin International Gender Dysphoria Association (HBIGDA), actualmente conocido como WPATH, fue constituido en 1979, concentrando información sobre la transexualidad. El uso del nombre fue autorizado por Benjamin.